# 화희황후

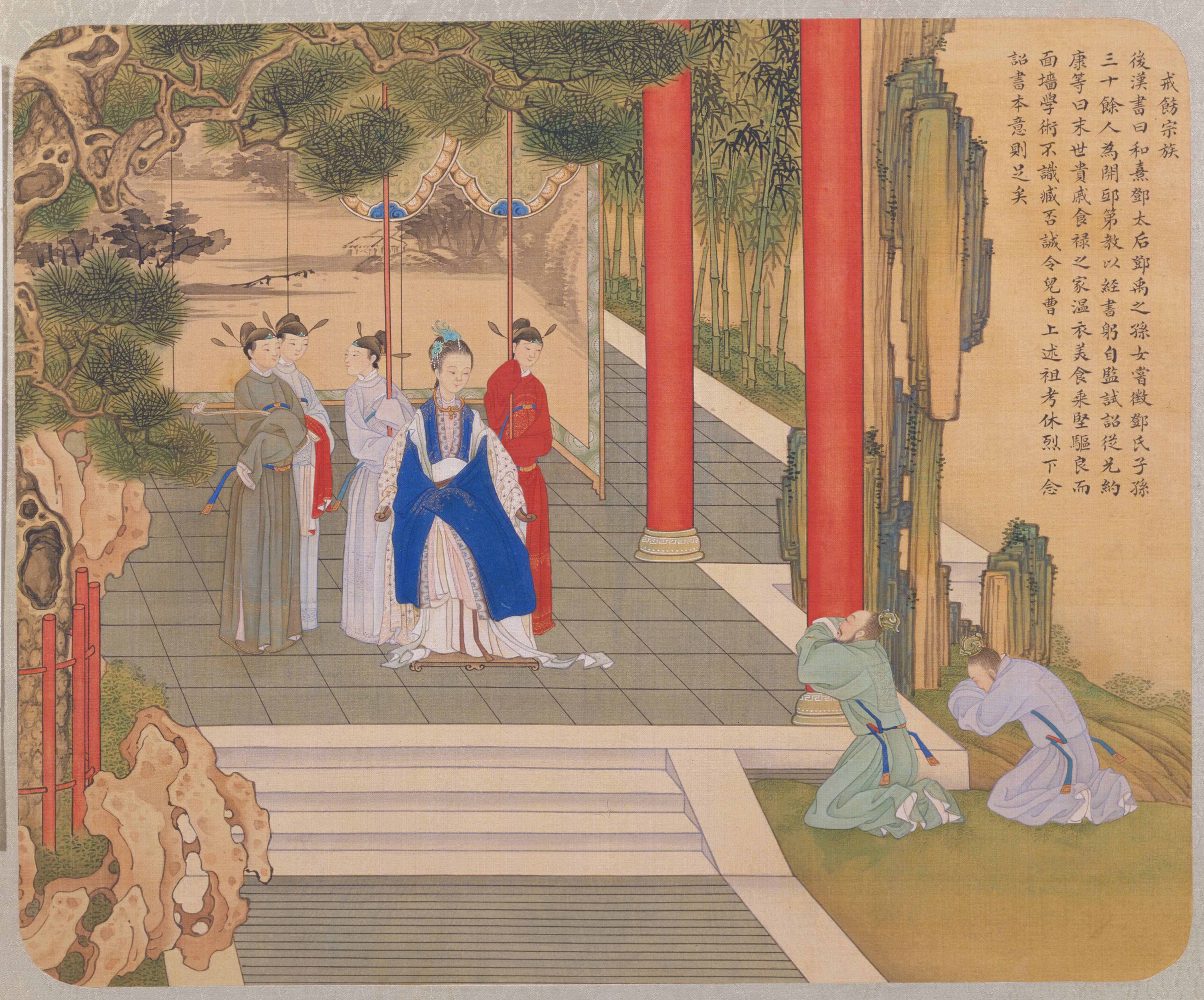

화희황후 등씨(和熹皇后 鄧氏, 81년 ~ 121년)는 후한 화제의 두 번째 황후로, 이름은 수(綏)이다.

## 생애
등수는 신야(新野) 출신으로 광무제 때 태부(太傅)를 지낸 등우(鄧禹)의 손녀이자 호강교위 등훈(鄧訓)의 딸이며 어머니는 광무제의 황후인 음씨의 5촌 조카딸이었다. 등수는 어려서부터 효심이 깊어 할머니가 그녀의 머리를 잘라주다가 목에 상처를 냈을 때에도 마음을 상하게 할까봐 아픔을 꾹 참았다는 이야기가 <후한서> 10권에 전한다. 92년 아버지를 여의었을 때에도 몹시 슬퍼하며 소금간한 음식을 3년간 먹지 않았다.
등수는 어려서부터 학문을 좋아하여 여섯 살 때 사서를 읽기 시작했고 열 두살에는 시경과 논어를 이해했다. 어머니는 등수가 바느질 등 평범한 소녀가 관심을 가져야 할 것에 흥미를 보이지 않자 "여자 박사라도 되려느냐"며 이를 꾸짖었지만 아버지 등훈은 딸의 비범한 자질을 알아보았다.

### 입궁 후
95년 부친상을 마친 등수는 15세의 나이로 입궁했고 뛰어난 미모와 총명하고 검소한 성품으로 이내 화제의 총애를 받아 귀인으로 승격되었다. 당시 화제의 황후였던 음씨는 등씨와는 동갑내기로 등수의 내외종 사촌오빠의 딸이었다. 따라서 음씨는 등수의 조카뻘이었는데 그녀는 등수가 총애를 받는 것을 질투했다. 화제가 병석에 눕자 음씨는 자신이 태후가 되면 등수와 그 일족을 멸할 것이라고 이야기했고 병에서 완쾌된 화제는 이를 알고 음씨를 폐위시켰다.
영원 14년(102년) 등수는 음씨의 뒤를 이어 황후가 되었고 2년 뒤 화제가 죽자 태후가 되었다. 화제의 뒤를 이은 상제, 안제가 모두 어렸기 때문에 등씨는 태후로서 섭정을 했다. 등씨는 외척들이 조정 일에 간섭하는 것을 막고 지방에서 올라오는 공물의 관습도 폐지하는 등 선정을 펼쳤으나 나중에는 형제들을 요직에 앉히며 권력을 장악했다. 안제는 정사에 관심이 없고 여색을 가까이 했기에 등수는 하간왕의 아들 유익(劉翼)을 총애하며 그를 평원왕으로 봉했다. 안제의 유모 왕성(王聖)은 등수가 유익을 황제로 삼지 않을까 의심하며 안제의 앞에서 등수의 험담을 했다. 결국 등수가 죽은 뒤 친정에 나선 안제는 등수의 일족을 숙청했다.

## 참고 문헌
- 샹관핑, 《중국사 열전, 후비 - 황제를 지배한 여인들》, 달과소, 2008
- 지앙성난,《중국을 뒤흔든 여인들》, 강성애 역, 시그마북스, 2009